# Cismerstorpe
Der Ort Cismerstorpe ist eine spätmittelalterliche Wüstung im heutigen Landkreis Nordwestmecklenburg in Mecklenburg-Vorpommern.

## Überliefertes
Cismerstorpe wurde im Jahr 1303 erstmals urkundlich erwähnt und befand sich im Gebiet der Wismarschen Feldmark nahe Wismar. Eine weitere Erwähnung des Dorfes liegt aus dem Jahr 1323 vor. Im Jahr 1532 wird diese Siedlung unter der Schreibweise Teszmerstorpe bereits als wüst ausgewiesen. Der exakte Standort und auch der Grund für die Wüstung des Ortes ist unbekannt.